# 444

## Догађаји
- Флавије Аеције, римски генерал (магистер милитум), насељава Алане око Валенце и Орлеана, како би обуздао немире у Бретањи.
- Евдоксија, најстарија ћерка цара Валентинијана III, верена је за Хунерика, сина вандалског краља Генсерика (таоца у Италији).
- Хун Атила оснива своју резиденцију дуж реке Тисе, и планира предстојећи поход на Балкан.
- Ирски град Арма основао је Свети Патрик Велики.
- Папа Лав I гаси Галикански викаријат.
- Диоскор I постаје александријски патријарх.

## Смрти
- Википедија:Непознат датум — Свети Кирил - хришћански светитељ и архиепископ александријски.